# Girl's Mind
Girl's Mind är ett greatest hits-album av den svenska popgruppen Play, släppt 2005. Detta var det sista albumet innan bandet i ett officiellt uttalande i september 2005 bekräftade att de skulle dela upp på obestämd tid fem månader efter denna release.

## Låtlista
1. "Us Against the World" – 3:42
2. "I'm Gonna Make You Love Me" (med Chris Trousdale ) – 3:06
3. "Hopelessly Devoted" –3:22
4. "Let's Get to the Love Part" – 3:30
5. "Girl's Mind" – 2:25
6. "I Must Not Chase the Boys" – 3:16
7. "Hot" – 3:45
8. "What Is Love?" – 3:44
9. "Another Love Story" – 3:10
10. "Ain't No Mountain High Enough" – 3:14